# Carlo Leva
Carlo Leva (Bergamasco, 21 febbraio 1930 – Alessandria, 4 aprile 2020) è stato uno scenografo e costumista italiano.

## Biografia
Nato a Bergamasco (Alessandria) nel 1930, scenografo e costumista piemontese, fino all'età di diciannove anni vive a Genova e frequenta dapprima una scuola ad indirizzo tecnico per la quale non si sente particolarmente portato. Decide quindi di iscriversi al Liceo Artistico: da qui partono i suoi disegni per numerose testate di giornali locali e nazionali, segno di una prima collaborazione con il giornalismo umoristico. Neanche ventenne è assistente volontario nelle riprese de Le mura di Malapaga, film girato nella stessa Genova e con protagonisti Isa Miranda e Jean Gabin, regia di René Clément.
È la folgorazione del sogno della sua vita: fare cinema. Quella prima esperienza gli chiarisce per sempre che vorrà lavorare come scenografo, che dovrà farsi strada nell'industria cinematografica. Intanto la Rai, al suo esordio, indice un concorso per la formazione di giovani collaboratori e offre tre borse di studio ai partecipanti che non hanno residenza a Roma. L'Accademia di Belle Arti affianca questi corsi (della durata di cinque anni) e l'Ente Nazionale Lavoratori del Commercio li sponsorizza. È prevista la docenza di emeriti dell'Accademia e della Facoltà di Architettura.
Carlo Leva ottiene una delle borse di studio che gli viene consegnata in occasione della trasmissione televisiva "Anche oggi è domenica" presentata da Nicoletta Orsomando.
Studente di architettura, approfondisce scenografia, costume, arredamento, tecnica pubblicitaria e critica estetica. In quel periodo, sempre a Roma, entra già nel mondo del lavoro progettando le scenografie di ritrovi di tendenza, famosi nel periodo della Dolce Vita: le Grotte del Piccione, El Rancio Grande, Il Broadway Club, La nave di Fregene.
Dal 1960 il salto è più alto: proposte cospicue di cinema, caroselli pubblicitari con la regia di Luigi Vanzi e protagonisti Lina Morelli e Paolo Stoppa. Il lavoro si svolge principalmente negli stabilimenti Titanus, presso la Farnesina. Qui viene assunto come aiuto dallo scenografo torinese Gino Brosio per la realizzazione di un film da realizzarsi nel deserto del Marocco con la direzione di Robert Aldrich. Si tratta di "Sodoma e Gomorra". A capo della seconda troupe di ripresa vi è un giovane regista, Sergio Leone, che da poco aveva concluso le riprese di Quo vadis e Ben-Hur. È la nascita di un grande sodalizio tra il famoso autore del Western all'italiana e Carlo Leva, che produrrà film come Per un pugno di dollari, Per qualche dollaro in più, Il buono, il brutto, il cattivo e C'era una volta il West.
Un'amicizia e un forte impegno culturale lega Carlo Leva al regista e scrittore Enzo Muzii. Nascono scenografìe per "Una macchina rosa", "Come l'amore" (Orso d'argento al Festival di Berlino, 1968) e per opere televisive come "Le radici della mafia", colossal in cinque film proposto da Rai 1, tratto da Leonardo Sciascia. Come titolare del reparto scenografia della Titanus, dai primi anni sessanta gira oltre centoventi tra pellicole e sceneggiati televisivi, viaggiando in tutta Italia, Jugoslavia, Spagna, Grecia, Libia, Stati Uniti, America Latina, Russia e Mongolia. Nel 2010 Carlo Leva insieme a Barbara Zucchi disegna le sue prime scenografie teatrali per Il cronista di Broadway, il musical scritto e prodotto da David Guido Pietroni con i costumi di Vivienne Westwood. È morto ad Alessandria il 4 aprile 2020, all'età di 90 anni, per un improvviso malore.

## Filmografia parziale

### Scenografo
- Genoveffa di Brabante, regia di José Luis Monter (1964)
- Una lacrima sul viso, regia di Ettore Maria Fizzarotti (1964)
- In ginocchio da te, regia di Ettore Maria Fizzarotti (1964)
- Se non avessi più te, regia di Ettore Maria Fizzarotti (1965)
- Non son degno di te, regia di Ettore Maria Fizzarotti (1965)
- All'ombra di una colt, regia di Giovanni Grimaldi (1965)
- Mi vedrai tornare, regia di Ettore Maria Fizzarotti (1966)
- Il buono, il brutto, il cattivo, regia di Sergio Leone (1966)
- Come l'amore, regia di Enzo Muzii (1968)
- Il prezzo del potere, regia di Tonino Valerii (1969)
- Angeli senza paradiso, regia di Ettore Maria Fizzarotti (1970)
- Una macchia rosa, regia di Enzo Muzii (1970)
- Il gatto a nove code, regia di Dario Argento (1971)
- Questa specie d'amore, regia di Alberto Bevilacqua (1972)
- Il West ti va stretto, amico... è arrivato Alleluja, regia di Giuliano Carnimeo (1972)
- Perché quelle strane gocce di sangue sul corpo di Jennifer?, regia di Giuliano Carnimeo (1972)
- Ingrid sulla strada, regia di Brunello Rondi (1973)
- Squadra volante, regia di Stelvio Massi (1974)
- La legge violenta della squadra anticrimine, regia di Stelvio Massi (1976)
- Mark colpisce ancora, regia di Stelvio Massi (1976)
- La banda del trucido, regia di Stelvio Massi (1977)
- Il testimone, regia di Jean-Pierre Mocky (1978)
- Fosca, dal romanzo omonimo di Igino Ugo Tarchetti, regia di Enzo Muzii (1981)
- ...e la vita continua, regia di Dino Risi (1984) (Film Tv)
- Le lunghe ombre, regia di Gianfranco Mingozzi (1987)
- 32 dicembre, regia di Luciano De Crescenzo (1988)
- Les Dossiers secrets de l'inspecteur Lavardin, regia di Claude Chabrol (1988) (Serie Tv)